# Діброва (Підгайцівська сільська громада)
Дібро́ва — село в Україні, у Підгайцівській сільській громаді Луцькому районі Волинської області. Населення становить 230 осіб. До 2020 року орган місцевого самоврядування — Липинська сільська громада.

## Географія
На північно-західній околиці села знаходиться заповідне урочище Діброва-1.

## Історія
До 6 березня 2018 року село входило до складу Борохівської сільської ради Ківерцівського району Волинської області.
19 липня 2020 року, в результаті адміністративно-територіальної реформи та ліквідації Ківерцівського району, село увійшло до складу Луцького району.

## Населення
За переписом УРСР 1989 року чисельність наявного населення села становила 206 осіб, з яких 94 чоловіки та 112 жінок.
За переписом населення України 2001 року в селі мешкало 216 осіб.

## Мова
Розподіл населення за рідною мовою за даними перепису 2001 року:
| Мова       | Відсоток |
| ---------- | -------- |
| українська | 98,70 %  |
| російська  | 1,30 %   |